# Глинск (Ровненская область)
Глинск (укр. Глинськ) — село в Здолбуновской городской общине Ровненского района Ровненской области Украины.
До 2020 года входило в Здолбуновский район.
Население по переписи 2001 года составляло 1638 человек. Почтовый индекс — 35710. Телефонный код — 3652. Код КОАТУУ — 5622681601.